# Hyundai Prophecy
La Hyundai Prophecy est un concept car électrique du constructeur automobile coréen Hyundai présenté en mars 2020, et annonce une berline familiale électrique dans la gamme Hyundai en 2021 remplaçante de la Hyundai Ioniq.

## Présentation
Le concept-car Hyundai Prophecy devait être présenté au salon international de l'automobile de Genève 2020  mais celui-ci a été annulé à cause de l'épidémie de coronavirus COVID-19. Il est présenté sur le Web le 3 mars 2020.

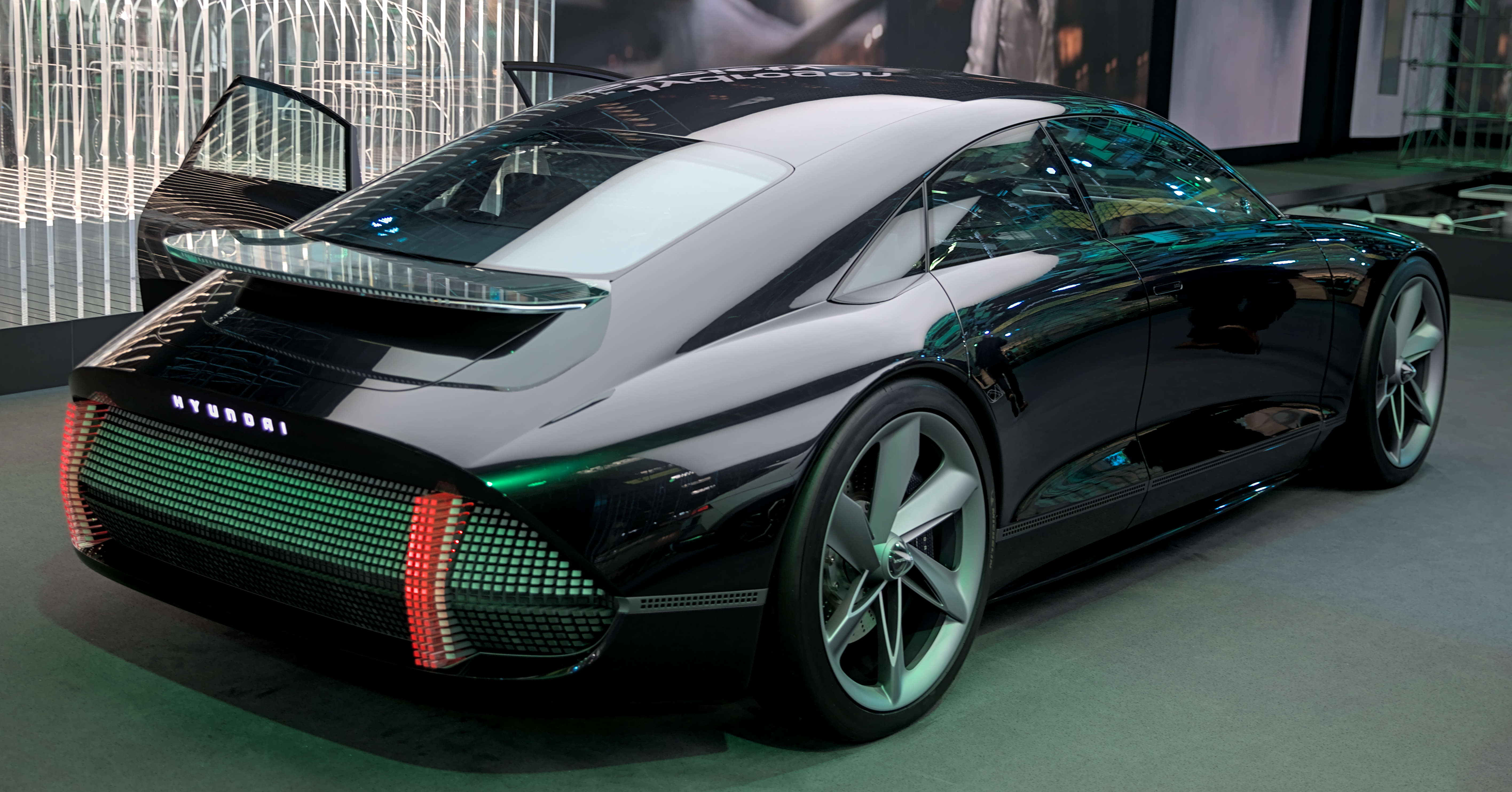
Vue arrière
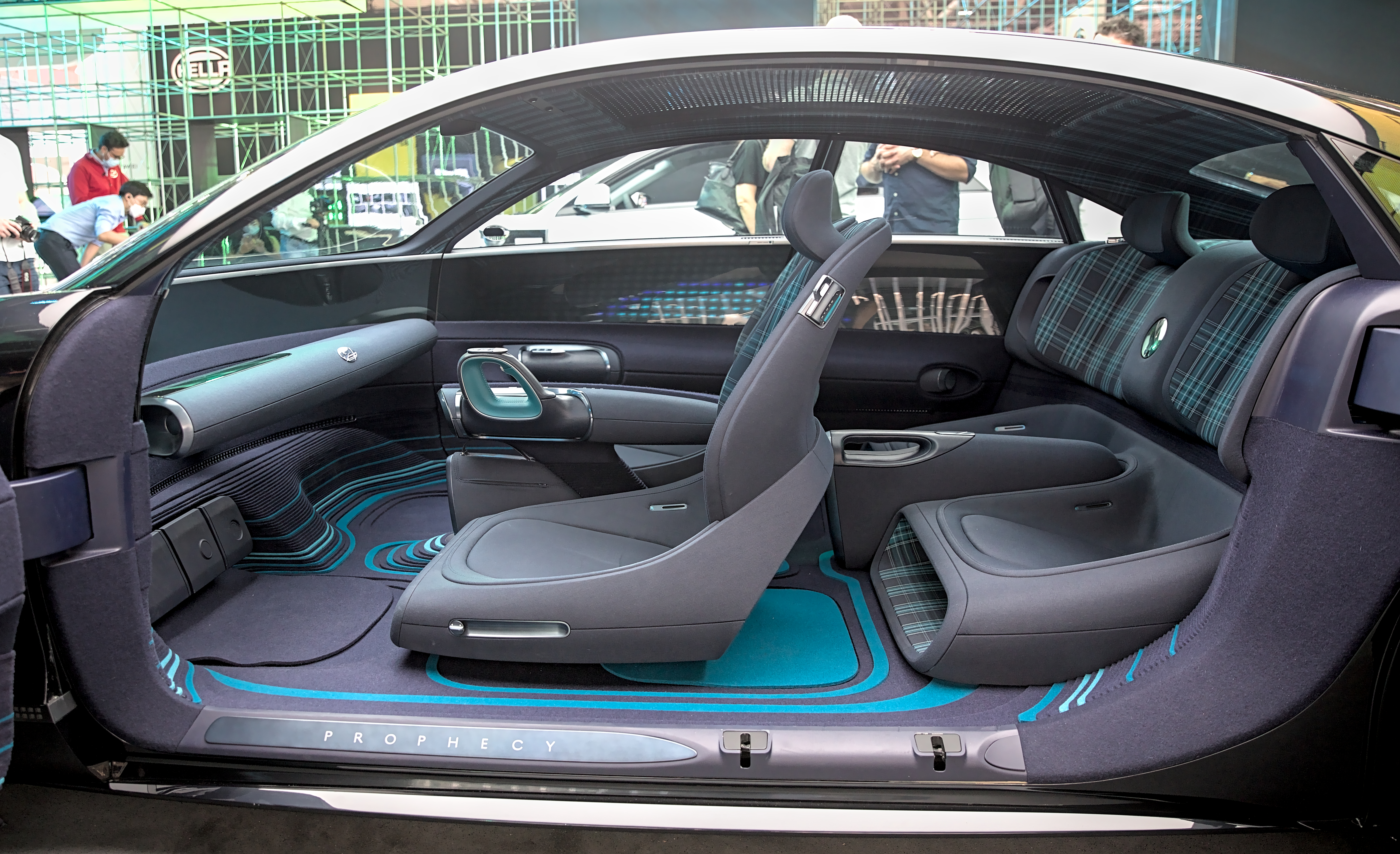
Intérieur

## Caractéristiques techniques
Le Prophecy repose sur une nouvelle plateforme technique modulaire nommée « e-GMP » dédiée aux futurs véhicules électriques de la marque .
Il est équipé de portes arrière à ouvertures antagonistes. À l'intérieur, le concept est doté d'un purificateur d’air et il est dépourvu de volant, celui-ci est remplacé par deux joysticks disposés de chaque côté du conducteur.